# ハリー・スミス (ジャーナリスト)
ハリー・スミス（Harry Smith, 1951年8月21日 - ）は、アメリカ合衆国のテレビジャーナリスト、アンカーパーソン。

## 来歴

### CBS時代
1973年、コロラド州デンバーのラジオ局でキャリアを開始する。地方テレビ局勤務を経て、1986年、CBSニュースにリポーターとして入社。1987年には特派員となる。
ダン・ラザー時代の『CBSイブニングニュース』やドキュメンタリー番組に関与した後、1987年から1996年にかけて朝のニューストーク番組『CBSディス・モーニング』の共同アンカーを務める。2002年、『CBSディスモーニング』の後継番組である『ジ・アーリー・ショー』の共同アンカーに復帰。
2010年に『ジ・アーリー・ショー』を降板してからは、CBSニュース上級特派員に就任し、『CBSイブニングニュース』『フェイス・ザ・ネイション』『CBSニュース サンデー・モーニング』などで代理アンカーも担当した。
2011年3月には東日本大震災を取材するため日本の宮城県南三陸町を訪れ、「（地震発生前日の）金曜日まで、この町は美しい場所であり、美しい沿岸部であり、漁業地だった。しかし、急速な津波がすべてを奪った。この町は、まるで爆撃を受けた場所のようになっている」とリポートした。

### NBC時代
2011年7月8日、25年間に渡って勤務したCBSニュースを退社し、NBCニュースへ移籍することを発表。8月19日、かつて自身がしばしば代理アンカーを務めた『CBSイブニングニュース』のライバル番組である『NBCナイトリーニュース』に代理アンカーとして出演し、NBCの番組に初登場した。
10月31日から放送を開始したニュース・マガジン番組『ロック・センター・ウィズ・ブライアン・ウィリアムズ』にも特派員としてレギュラー出演し、同番組の終了後も『NBCナイトリーニュース』や『トゥデイ』などに特派員として出演している。